# Les Istres-et-Bury
Les Istres-et-Bury ist eine französische Gemeinde mit 90 Einwohnern (Stand 1. Januar 2022) im Département Marne in der Region Grand Est (vor 2016 Champagne-Ardenne). Sie gehört zum Arrondissement Épernay und zum Kanton Épernay-2. 

## Lage
Les Istres-et-Bury liegt etwa 35 Kilometer südsüdöstlich von Reims. Umgeben wird Les Istres-et-Bury von den Nachbargemeinden Plivot im Norden, Athis im Osten und Nordosten, Pocancy im Süden und Südosten, Saint-Mard-lès-Rouffy im Süden sowie Flavigny im Westen.

## Bevölkerungsentwicklung
| Jahr                       | 1962 | 1968 | 1975 | 1982 | 1990 | 1999 | 2006 | 2011 | 2018 |
| Einwohner                  | 81   | 74   | 77   | 110  | 80   | 81   | 87   | 97   | 96   |
| Quellen: Cassini und INSEE |      |      |      |      |      |      |      |      |      |

## Sehenswürdigkeiten

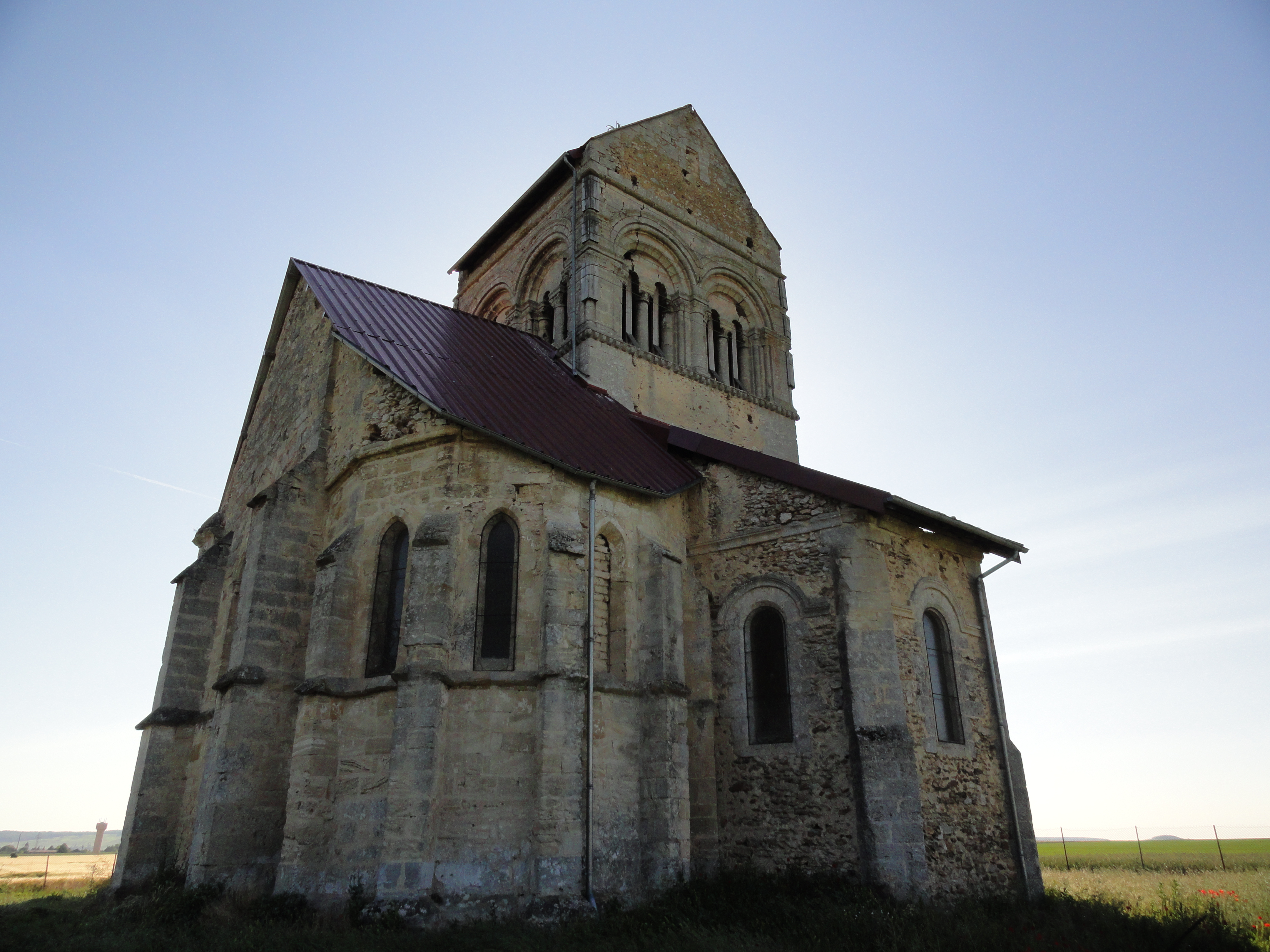
Kirche Sainte-Hélène

- Kirche Sainte-Hélène aus dem 12. Jahrhundert, Monument historique seit 1927